# Lambda Crateris
Lambda Crateris (13 Crateris) é uma estrela binária na direção da constelação de Crater. Possui uma ascensão reta de 11h 23m 22.07s e uma declinação de −18° 46′ 47.6″. Sua magnitude aparente é igual a 5.08. Considerando sua distância de 143 anos-luz em relação à Terra, sua magnitude absoluta é igual a 1.87. Pertence à classe espectral F3IV. É um sistema binário espetroscópico.